# بلوگورسکی (استان آرخانگلسک)
بلوگورسکی (به لاتین: Belogorsky) یک منطقهٔ مسکونی در روسیه است که در استان آرخانگلسک واقع شده‌است.